# Gong Sunlong

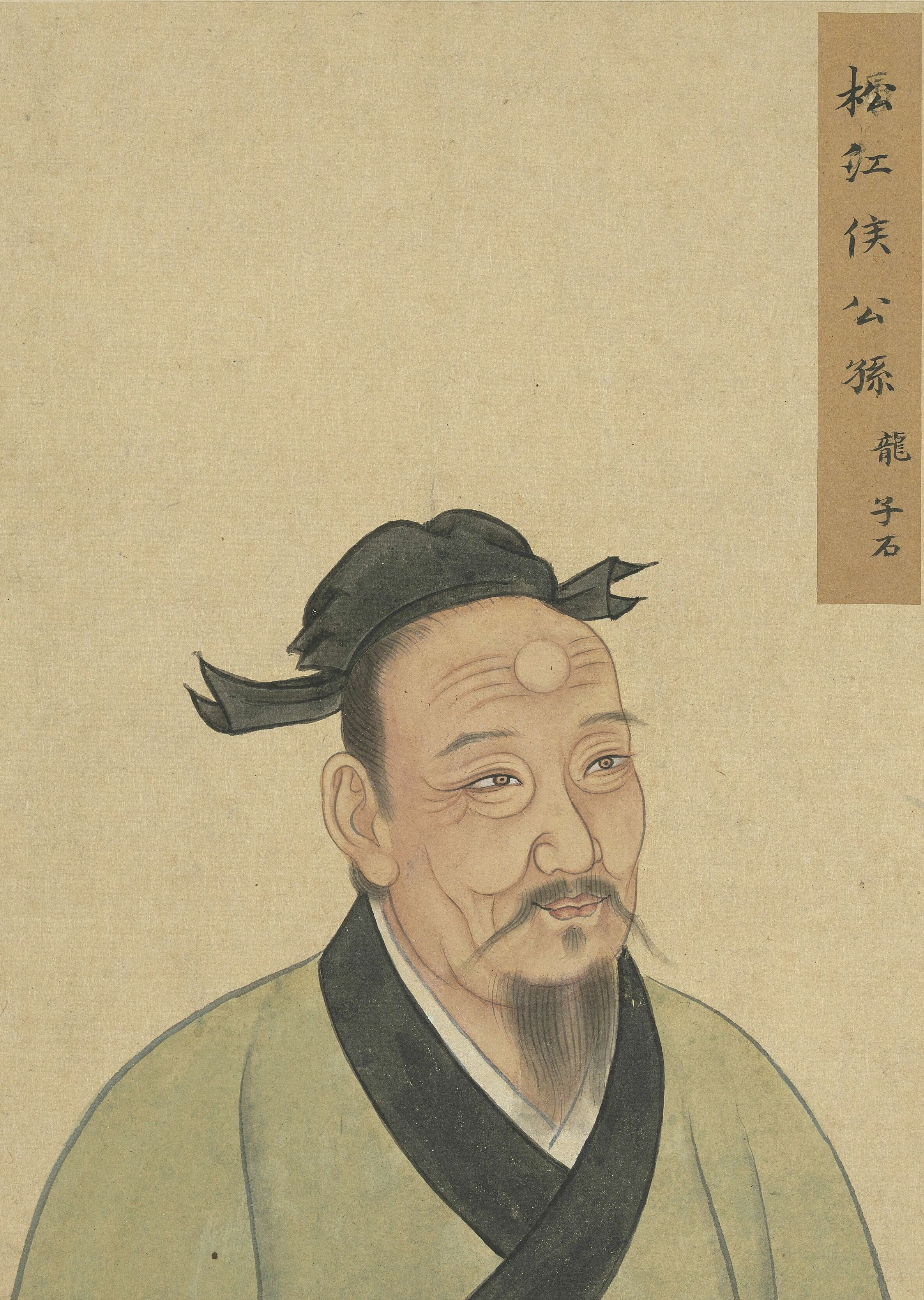
Representación de Gong Sunlong de la época de la dinastía Yuan

Gong Sunlong (chino simplificado:公孙龙, chino tradicional: 公孫龍, Pinyin: gōng sūnlóng) (320 a. C.-250 a. C.) fue un pensador del Período de los Reinos Combatientes que vivió en el reino de Zhao, en el norte de China.
Su obra más importante es El libro del Maestro Gong Sunlong (chino simplificado:公孙龙子chino tradicional:公孫龍子. Pinyin: gōngsūnlóngzi) Durante el período de los Han occidentales había catorce fragmentos, en la Dinastía Tang se agruparon en tres rollos, en la Dinastía Song del Norte se perdieron ocho fragmentos. Solamente seis fragmentos agrupados en un rollo han llegado hasta nuestros días.
Esta obra se considera uno de los documentos más significativos sobre lógica china. Los dos fragmentos más importantes son El tratado sobre el Caballo Blanco (chino simplificado:白马论 chino tradicional: 白馬論 Pinyin: báimǎlùn) y el Tratado sobre el Blanco Persistente (chino simplificado: 坚白论 chino tradicional: 堅白論 Pinyin: jiānbáilùn). Es muy conocida su afirmación «un caballo blanco no es un caballo» (白馬非馬). Esta aseveración representa muy bien su pensamiento. El consideraba que existía una gran diferencia entre lo particular, el caballo blanco, y lo común, el caballo en general. Por este motivo argumenta que un caballo blanco no es un caballo.